# آيرو إل-29
آيرو إل-29 دلفين (بالإنجليزية: Aero L-29 Delfín)‏، لقب تعريف الناتو: مايا Maya)، هي طائرة تدريب متقدم نفاثة عسكرية، والمصنعة من قبل الشركة التشيكوسلوفاكيةالمصنعة للطائرات ايرو فودوتشودي. وتتميز بأنها أول طائرة نفاثة صممت وشيدت محليا، كما أنها من المحتمل أن تكون أكبر برنامج صناعي للطائرات في كل دول مجلس التعاون الاقتصادي «كوميكون» (COMECON) باستثناء روسيا نفسها.
قررت ايرو الشروع في مشروع تصميم الطائرة بعد الاستجابة لشرط مهم، وهو بناء طائرة تدريب عسكري نفاثة مشتركة لاعتمادها في مختلف دول الكتلة الشرقية، وبهدف تلبية كافة متطلبات تلك بشكل مناسب. وفي 5 أبريل 1959، أجرى أول نموذج أولي، والذي أطلق عليه اسم «إكس إل -29» (XL-29) أول رحلة طيران. وتم اختيار إل-29 لتصبح طائرة التدريب المعياري للقوات الجوية لدول حلف وارسو، والتي تم تسليمها منذ عقد 1960 فصاعدا. وخلال أوائل عقد السبعينيات، سحب دور طائرة التدريب الرئيسي منها لصالح طائرة أخرى من طراز إيرو، وهي طراز آيرو إل-39 ألباتروس، مما أسهم بشكل كبير في انخفاض الطلب على طراز إل-29 السابق ونهاية إنتاجها خلال عام 1974.
أثناء برنامج تصنيع إل-29، تم إنتاج ما يزيد على 3000 طائرة تدريب من طراز آيرو إل-29 دلفين. وأفادت تقارير بأن حوالي 2000 تم تسليمها إلى روسيا، حيث تم استخدامها كطائرة تدريب قياسية للقوات الجوية السوفيتية. ومن بين النماذج الأخرى، التي تضمنت نماذج مسلحة وغير مسلحة، تم تسليم العديد من الطائرات إلى مختلف دول الكوميكون في حين صدرت أخرى إلى دول مختلفة في الخارج، منها مصر وسوريا وإندونيسيا ونيجيريا وأوغندا. ويقال إن الطائرة إل-29، قد استخدمت في القتال النشط خلال عدة حالات، وربما كان أبرزها استخدام الطائرات النيجيرية خلال الحرب الأهلية النيجيرية في أواخر الستينيات ومن طراز إل-29 ضد الدبابات الإسرائيلية خلال حرب أكتوبر القصيرة في عام 1973.

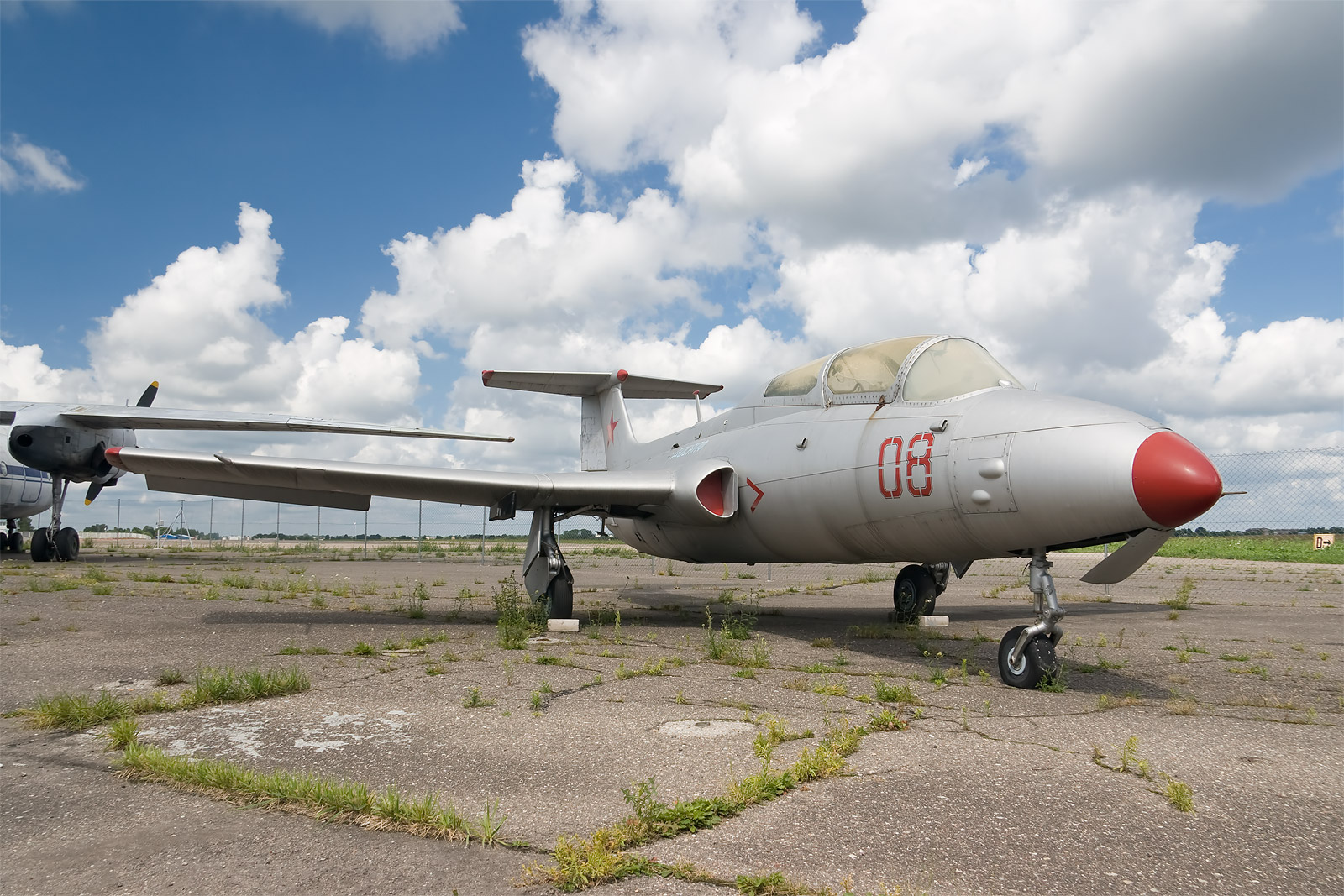
Aero L-29 at Kaunas airport

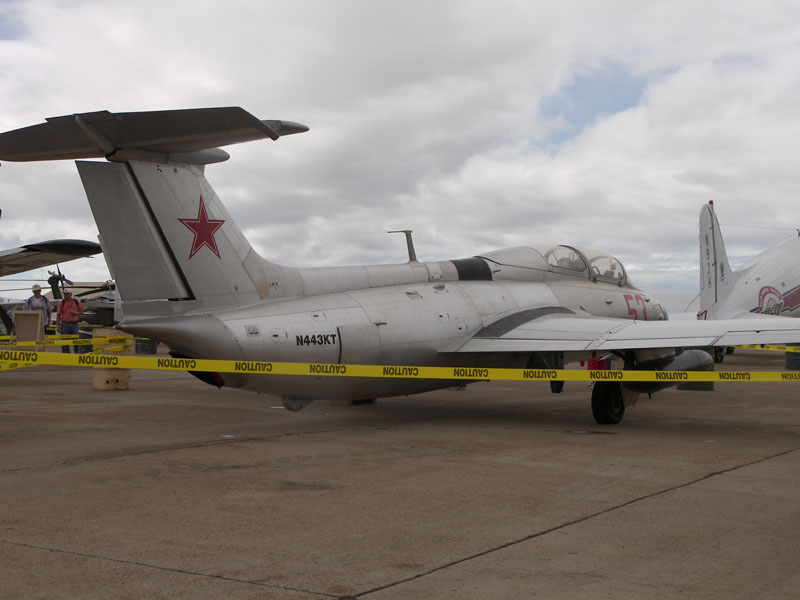
A private L-29 Delfin at the 2006 Miramar معرض جوي.

## المشغلون

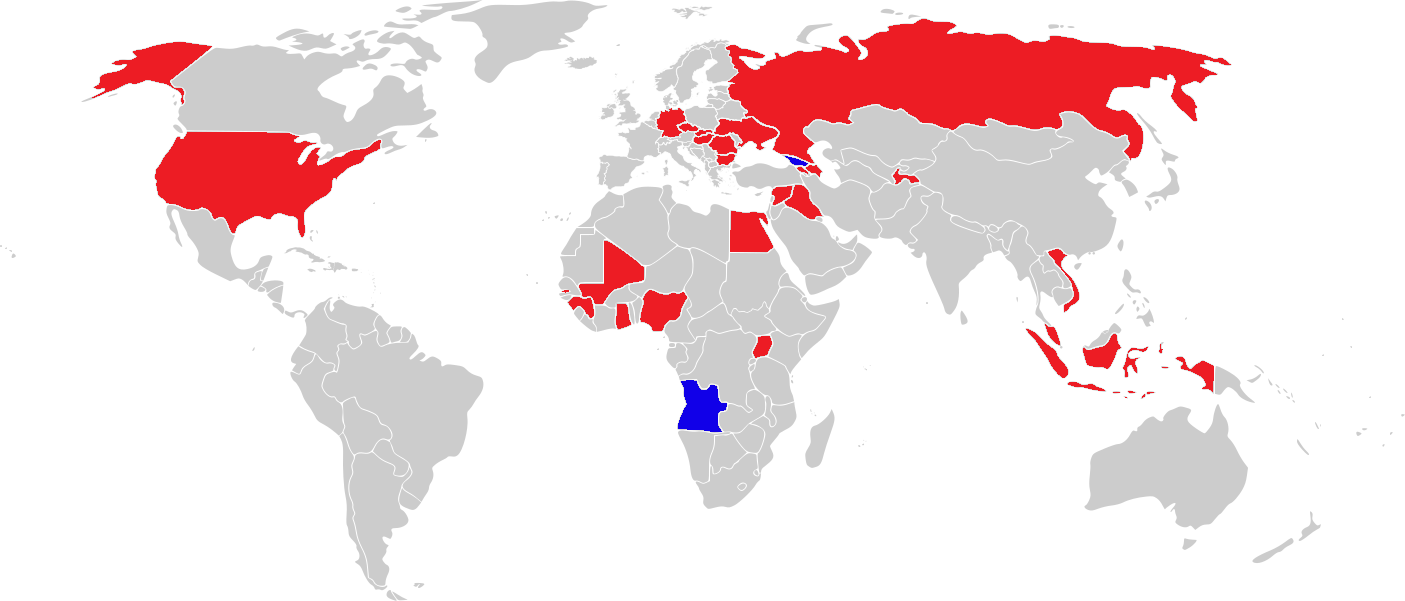
مشغلون إل-29 العسكريون
مشغلون حاليون
مشغلون سابقون

### المشغلون العسكريون الحاليون

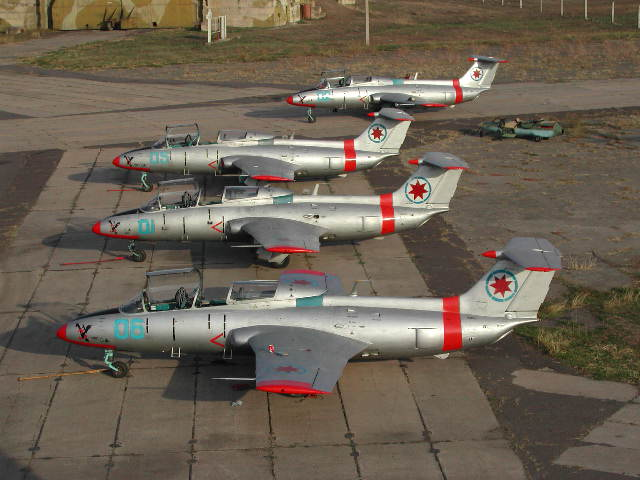
سلاح الجو الجورجية آيرو إل-29

أنغولاالقوات الجوية الأنغولية - 6 L-29s were in service as of December 2016.
 جورجياالقوات المسلحة الجورجية - 4 L-29s were in service as of December 2016.

### المشغلون العسكريون السابقون
أفغانستانسلاح الجو الأفغاني.[بحاجة لمصدر]
 أرمينياسلاح الجو تلأرميني[بحاجة لمصدر]
 أذربيجانالقوات الجوية الأذرية[بحاجة لمصدر]
 بلغارياالقوات الجوية البلغارية.[بحاجة لمصدر]
 التشيكسلاح الجو التشيكي
 تشيكوسلوفاكياCzechoslovak Air Force[بحاجة لمصدر]
 ألمانيا الشرقيةسلاح جو جيش الشعب الوطني[بحاجة لمصدر]
 مصرالقوات الجوية المصرية - withdrawn
 غاناالقوات الجوية الغانية
 غينياالقوات المسلحة الغينية
 المجرالقوات الجوية المجرية[بحاجة لمصدر]
 إندونيسياالقوات الجوية الإندونيسية[بحاجة لمصدر]
 العراقالقوة الجوية العراقية - Received 78 L-29s between 1968 and 1974. A number were converted to طائرة بدون طيارs in the 1990s. No longer operated
 ليبياالقوات الجوية الليبية 20 L29s recorded lost in 1987 during the final stages of the الصراع التشادي الليبي
 ماليAir Force of Mali.
 نيجيرياالقوات الجوية النيجيرية[بحاجة لمصدر]
 رومانياالقوات الجوية الرومانية
 سلوفاكياسلاح الجو السلوفاكي - سلاح الجو السلوفاكي. They were withdrawn in 2003.
 سورياالقوات الجوية العربية السورية
 أوغنداUgandan Air Force[بحاجة لمصدر]
 أوكرانياالقوة الجوية الأوكرانية
 فيتنامالقوات الجوية الشعبية الفيتنامية[بحاجة لمصدر]
 الولايات المتحدةبحرية الولايات المتحدة
 الاتحاد السوفيتيoperated as many as 2,000
- DOSAAF
- القوات الجوية السوفيتية

### المشغلون المدنيون
الأرجنتين
- One private L-29, with experimental registration LV-X468; during 20111 & 2012 was registered in Uruguay as CX-LVN.[بحاجة لمصدر]

 أستراليا
- One private L-29C,VH-BQJ. Based near Sydney, New South Wales.[بحاجة لمصدر]

 جمهورية التشيك
- Private L-29C, OK-ATS, Czech Jet Team Žatec - Macerka.[19] Plane crashed on 10 June 2012, killing pilot and passenger.
- Private L-29, OK-AJW, Blue Sky Service Brno - Tuřany[20]

 كندا
- Private L-29, C-FLVB, operated by International Test Pilot School, Canada as a Flight Test Training tool.[بحاجة لمصدر]
- Two private L-29s, operated by the ACER Cold War Museum. Ex-Bulgarian Air Force.[21]

 الدنمارك
- One L-29C, OY-LSD owned by Lasse Rungholm, Niels Egelund (until 31.12.2015), Claus Brøgger and Kåre Selvejer.[22]

 نيوزيلندا
- L-29 ZK-JET operated on commercial joyflights by Double X Aviation, مطار كوينزتاون [بحاجة لمصدر]
- L-29 ZK-SSU and ZK-VAU operated by Soviet Star from مطار كرايستشيرش الدولي.[23]

 النرويج
- Two L-29C, LN-ADA and LN-KJJ, operated by Russian Warbirds of Norway. One of the jets (LN-KJJ) has been modified to an L-29 Viper with a RR Viper MK-535[24]

 روسيا
- One civilian L-29 and one L-29 Viper operated by Feniks Aeroclub outside موسكو[25]
- Several L-29s operated by DOSAAF.[بحاجة لمصدر]

 سلوفاكيا
- One private L-29C, OM-JET, owned by Ján Slota[26]
- One L-29, OM-JLP is owned by Slovtepmont Inc.[27]
- Cpt. Jozef Vaško and col. Radomil Peca in retirement are owners of one L-29, OM-SLK[28]

 جنوب إفريقيا
- Two Sasol Tigers استعراض جوي team flying the L-29.[بحاجة لمصدر]

 الولايات المتحدة
- جامعة آيوا Operator Performance Laboratory. Used as high dynamics flight research aircraft for development of pilot state characterization[29]
- One L-29, N29CZ, is operated by World Heritage Air Museum, in Detroit, Michigan.[30]
- One as an avionics high dynamics flight test aircraft at the Ohio University Avionics Engineering Center[31]
- One L-29C, N61300, is operated by DK Aviation Services, in Dallas Texas.[بحاجة لمصدر]

## مواصفات (L-29)

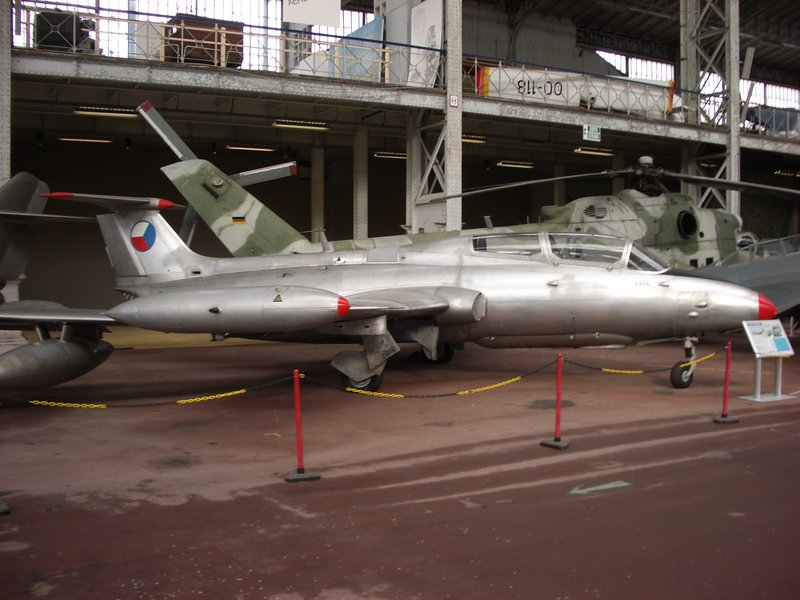
Reconnaissance Delfín

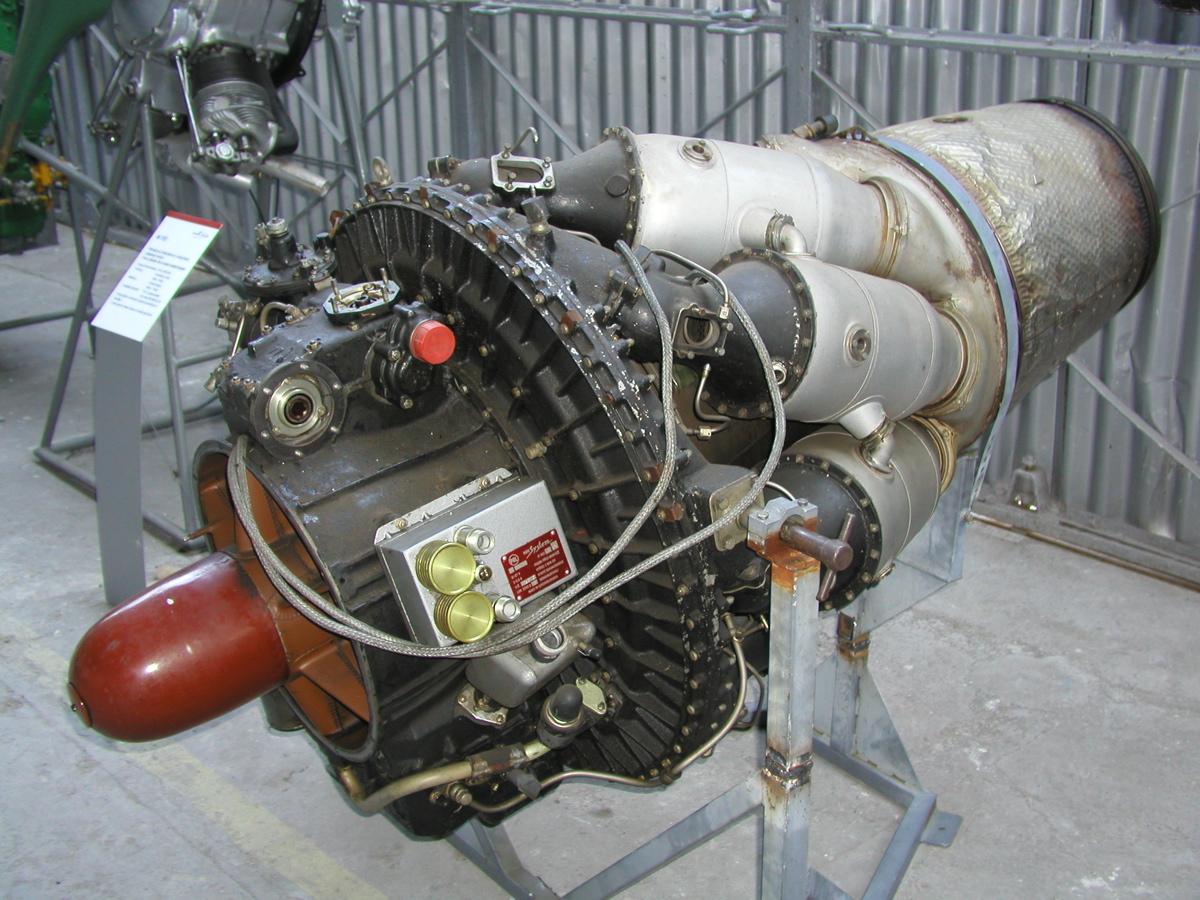
Motorlet M701 turbojet engine

البيانات من Jane's All The World's Aircraft 1971–72, Ministry of Defence and Armed Forces of Czech Republic
الخصائص العامة
- الطاقم: 2: student and instructor
- الطول: 10.81 m (35 ft 5½ in)
- باع الجناح: 10.29 m (33 ft 9 in)
- الارتفاع: 3.13 m (10 ft 3 in)
- مساحة الجناح : 19.8 m² (213 ft²)
- الوزن فارغة: 2,280 kg (5,027 lb)
- الوزن محملة: 3,280 kg (7,231 lb)
- وزن الإقلاع الأقصى: 3,540 kg (7,804 lb)
- محرك الطائرة: 1 × Motorlet M-701C 500 محرك نفاث عنفي, 8.7 kN (1,960 lbf)

الأداء
- لا تتجاوز سرعة: 820 km/h (442 knots, 510 mph)
- السرعة القصوى: 655 km/h (353 knots, 407 mph) at 5,000 m (16,400 ft)
- سرعة انهيار: 130 km/h (71 knots, 81 mph) flaps down
- مدى (طائرة): 894 km (480 nmi, 555 mi) with tip tanks
- قدرة التحمل: 2 hours 30 min
- سقف الخدمة: 11,000 m (36,100 ft)
- معدل الصعود: 14.0 m/s (2,755 ft/min)

التسليح

## وصلات خارجية
- (1961) Aero L-29 Delfin Flight Manual
- Czech Jet Team — civilian display team.
- Aircraft.co.za - The Complete Aviation Reference
- Warbird Alley L-29 Page
- Gauntlet Warbirds — L-29 Training in the Chicago Area
- Walkaround L-29 Delfin from Poltava
- Walkaround L-29 Delfin from Yegoryevsk
- Walkaround L-29 Delfin from Zaporozhye
- Soviet Star, Christchurch, New Zealand
- Double X Aviation Ltd, Queenstown, New Zealand